# Sant Gervasi
Sant Gervasi – stacja metra w Barcelonie, na linii 6. Stacja została otwarta w 1929.